# João Vaz Corte-Real

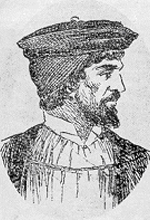
João Vaz Corte-Real, Historiengemälde,
19. Jahrhundert

João Vaz Corte-Real [ʒu̯ɐ̃u̯ vaʃ ˈkoɾtɯ ʁiˈaɫ] (auch Corte Real oder Cortereal; * ca. 1429 in Faro; † 1496 in Angra do Heroísmo) war ein adliger Ritter und Seefahrer aus Portugal. Er war der Sohn von Vasco Anes
 Corte Real, der bereits seit 1450 auf der Azoreninsel Terceira lebte.

## Erkundungsfahrten

### Erste Reise
Aus bruchstückhaften Zeugnissen geht hervor, dass Corte-Real als Abgesandter des portugiesischen Königs Alfons V. an einer von diesem mitfinanzierten dänischen Expedition teilnahm, die von den Seeleuten Didrik Pining und Hans Pothorst angeführt wurde. Dieses Unternehmen sollte im Auftrag des Königs Christian I. von Dänemark und Norwegen die damals abgerissene Verbindung nach Grönland wiederherstellen. In diesem Rahmen erreichte Corte-Real mit den anderen Teilnehmern über den nordwestlichen Atlantik vor dem Jahre 1473 Grönland.
Es gibt allerdings Vermutungen, dass Corte-Real – entweder zusammen mit allen anderen Expeditionsteilnehmern oder allein mit einem Schiff – anschließend bis nach Nordamerika gelangte. Bordaufzeichnungen über diesen vermuteten Reiseteil sind jedoch bislang nicht bekannt. Die Einzelheiten der gesamten Expedition müssen aus verstreuten Quellen rekonstruiert werden und sind deshalb in der Forschung umstritten.

### Entdeckung der Terra Nova do Bacalhau
Nach anderen Vermutungen soll Corte-Real erst auf einer zweiten Reise unter Begleitung seiner Söhne Miguel und Gaspar die Insel Bacalhau entdeckt haben, portugiesisch Terra Nova do Bacalhau. Diese Bezeichnung bedeutet wörtlich übersetzt „Neues Land des Kabeljaus“. Um welche Insel es sich dabei genau handelte, ist bis heute unklar, es könnte aber Neufundland gewesen sein.
Sollte dies stimmen, wäre Corte-Real etwa zwanzig Jahre vor Kolumbus an den Gestaden Nordamerikas gelandet. Allerdings wäre er damit weder der einzige noch der erste Entdecker Amerikas in historischer Zeit gewesen, denn die Wikinger waren unter der Führung von Leif Eriksson bereits etwa im Jahr 1000 dorthin gelangt.

## Gouverneur auf den Azoren
Als Belohnung für die Entdeckung von Terra Nova do Bacalhau bekam João Vaz Corte-Real im Jahre 1474 den Titel Capitão-Donatário de Angra do Heroísmo verliehen. Er war damit Lehnsherr und Gouverneur von Terceira/Azoren und erhielt demzufolge auch Ländereien auf dieser Insel geschenkt.
Im Jahre 1483 erlangte João Vaz Corte-Real einen zu Terceira vergleichbaren Rang bzw. eine äquivalente Stellung in der Capitanía der Insel São Jorge.

## Corte-Reals Söhne
Seine Söhne Gaspar, Miguel und Vasco Anes traten in die Fußstapfen des Vaters und fuhren ebenfalls als Kapitäne zur See. Die beiden Erstgenannten gelten auf Entdeckungsreisen an das östliche Nordamerika als verschollen, der erste 1501, der zweite 1502. Vasco Anes wollte sich auf die Suche nach seinen Brüdern begeben, doch der König verwehrte ihm die Erlaubnis, da er Nachfolger seines Vaters als Capitão-Donatário war.